# Teucrium pii-fontii
Teucrium pii-fontii là một loài thực vật có hoa trong họ Hoa môi. Loài này được (P.Palau) Greuter & Burdet miêu tả khoa học đầu tiên năm 1985.